# No Balance Palace
No Balance Palace er det femte studiealbum fra den danske rockgruppe Kashmir, der blev udgivet den 10. oktober 2005 af Columbia Records.
Albummet gæstes af den engelske musiker David Bowie på singlen "The Cynic", samt den amerikanske sanger Lou Reed, der reciterer et digt skrevet af Kasper Eistrup på nummeret "Black Building".
No Balance Palace modtog i marts 2006 platin for 40.000 solgte eksemplarer.

## Spor
Alt tekst skrevet af Kasper Eistrup. 
| 1.    | "Kalifornia"                | Kasper Eistrup                                            | 5:26 |
| 2.    | "Jewel Drop"                | Eistrup                                                   | 4:20 |
| 3.    | "The Cynic"                 | Eistrup                                                   | 4:23 |
| 4.    | "Ophelia"                   | Eistrup                                                   | 3:56 |
| 5.    | "Diana Ross"                | Eistrup, Henrik Lindstrand                                | 0:31 |
| 6.    | "The Curse of Being a Girl" | Eistrup                                                   | 3:39 |
| 7.    | "She's Made of Chalk"       | Eistrup, Lindstrand                                       | 5:06 |
| 8.    | "Ether"                     | Eistrup                                                   | 5:21 |
| 9.    | "Snowman"                   | Eistrup, Lindstrand                                       | 3:14 |
| 10.   | "Black Building"            | Eistrup, Lindstrand, Mads Tunebjerg, Asger Engholm Techau | 1:58 |
| 11.   | "No Balance Palace"         | Eistrup, Lindstrand, Tunebjerg, Techau                    | 8:03 |
| 45:59 |                             |                                                           |      |

| 12. | "Ding a Ling"                       | Eistrup, Lindstrand | 5:41 |
| 13. | "Snowman" (Organic Draft)           | Eistrup, Lindstrand | 2:59 |
| 14. | "The Dusk Hour" (Side Step Walk)    | Eistrup, Lindstrand | 5:15 |
| 15. | "Supergirl" (Demonstrations Skizze) | Eistrup, Lindstrand | 3:58 |

### No Balance EP
En EP med titlen No Balance EP udkom digitalt den 16. februar 2010 i USA, forud for en turné i USA og Mexico i marts 2010.
| #  | Titel                       | Længde |
| -- | --------------------------- | ------ |
| 1. | "Kalifornia"                | 5:27   |
| 2. | "The Cynic"                 | 4:22   |
| 3. | "Ophelia"                   | 3:56   |
| 4. | "The Curse of Being a Girl" | 3:39   |
| 5. | "She's Made of Chalk"       | 5:05   |
| 6. | "Ether"                     | 5:21   |

## Hitlister og certificeringer
| Hitliste (2005–06) | Højeste placering |
| ------------------ | ----------------- |
| Danmark            | 1                 |
| Holland            | 92                |

| Land (Organisation) | Certificering |
| ------------------- | ------------- |
| Danmark (IFPI)      | Platin        |

| År   | Titel                       | Højeste placering |
| År   | Titel                       | Danmark           |
| ---- | --------------------------- | ----------------- |
| 2005 | "The Curse of Being a Girl" | 9                 |
| 2005 | "The Cynic"                 | 2                 |
| 2006 | "She's Made of Chalk"       | 8                 |
| 2006 | "Kalifornia"                | 11                |